# Valonija
Valonija (francosko Région wallonne, Wallonie, valonsko Walonreye, nemško Wallonie(n), nizozemsko Wallonië, luksemburško Wallounien) je regija v Belgiji. Kot južni del države je Valonija predvsem francosko govoreča in predstavlja 55 odstotkov ozemlja Belgije in tretjino prebivalstva (malo več kot 3 milijone in pol). Za razliko od Flandrije se valonska regija (teritorialna skupnost) ni združila s francosko belgijsko skupnostjo, ki je politična entiteta, odgovorna za zadeve, povezane predvsem s kulturo in izobraževanjem. Nemško govoreča manjšina na vzhodu te regije predstavlja nemško govorečo skupnost Belgije, ki ima svojo vlado in parlament za vprašanja, ki zadevajo kulturo.
V času industrijske revolucije je bila Valonija prva za Združenim kraljestvom v industrializaciji, ki je izkoriščala velike količine premoga in železa. To je regiji prineslo bogastvo, od začetka 19. do sredine 20. stoletja pa je bila Valonija najbolj uspešna polovica Belgije. Od druge svetovne vojne se je pomen težke industrije močno zmanjšal in Flandrija je presegla Valonijo v bogastvu. Valonija zdaj trpi zaradi visoke brezposelnosti in ima bistveno nižji BDP na prebivalca kot Flandrija. Gospodarske neenakosti in jezikovni razkorak med obema sta glavni vir političnega konflikta v Belgiji in je glavni dejavnik flandrijskega separatizma.
Prestolnica Valonije je Namur (114.000 prebivalcev), največji mesti v regiji pa sta Liége in Charleroi (s po 200.000 ljudmi v samem mestu), poleg njih je mesto z okoli 100.000 prebivalci še Mons. Večina valonskih velikih mest in dve tretjini prebivalstva ležita v dolinah rek Sambre in Meuse, nekdanji industrijski hrbtenici Belgije. Na severu leži osrednja belgijska planota, ki je, tako kot Flandrija, razmeroma ravna in kmetijsko plodna. Na jugovzhodu ležijo Ardeni, gričevnati in redko naseljeni. Valonija meji na Flandrijo in na Nizozemsko na severu, Francijo na jugu in zahodu ter na vzhodu v Nemčijo in Luksemburg. Valonija je članica organizacije Internationale de la Francophonie od leta 1980.

## Terminologija
Izraz Valonija lahko v različnih kontekstih pomeni nekoliko drugačne stvari. Ena od treh zveznih regij Belgije je še vedno ustavno opredeljena kot Valonska regija, vendar jo je vlada regije preimenovala v Valonijo . Pred začetkom veljavnosti preimenovanja 1. aprila 2010 se je Valonija včasih sklicevala na ozemlje, ki ga upravlja Valonska regija, medtem ko je regija Valonija posebej omenila vlado. V praksi je razlika med obema izrazoma majhna in je vsebina oz. pomen izraza običajno razviden iz konteksta.
Koren besede Valonija je pragermanska beseda Walhaz, kar pomeni 'tujec'. Valonijo imenujemo po Valonih, prebivalstvu Burgundske Nizozemske, ki govori romanske jezike. V nizozemščini (in francoščini) je izraz "valonski narod" vključeval tudi francosko govoreče prebivalstvo knežje škofije Liège  ali celotno populacijo romanskega govornega območja znotraj srednjeveške Nizozemske.

## Zgodovina
Julij Cezar je osvojil Galijo leta 57. pr. n. št.. Nizozemske dežele so postale del širše province Belgijska Galija (Gallia Belgica), ki se je prvotno raztezala od jugozahodne Nemčije do Normandije in južnega dela Nizozemske. Prebivalstvo tega ozemlja je bilo keltsko z germanskim vplivom, ki je bil močnejši na severu kot na jugu province. Gallia Belgica je bila postopoma romanizirana. Predniki Valoncev so postali Galo-Rimljani, njihovi germanski sosedi so se imenovali »Walhaz«. "Walhaz" so opustili svoje galsko narečje in začeli govoriti vulgarno latinščino.
Merovinški Franki so v 5. stoletju pod Klodvikom I. postopoma prevzeli nadzor nad regijo. Zaradi fragmentacije nekdanjega rimskega cesarstva so se kralji kjer so govorili ljudsko latinščino razvili po različnih linijah in se razvili v več dangue d'oïl narečij, ki so v Valoniji postali picardijščina, valonščina in lorenščina. Najstarejši ohranjen tekst, napisan v langue d'oïl, Sekvenca sv. Eulalije, ima značilnosti teh treh jezikov in je bil verjetno napisan v ali zelo blizu tega, kar je zdaj Valonija, okoli leta 880. Od 4. do 7. stoletja so Franki vzpostavili več naselij, verjetno večinoma na severu province, kjer je bila romanizacija manj napredna in še vedno prisotna germanska sled. Jezikovna meja se je začela kristalizirati med 700 v času vladavine Merovingov in Karolingov in okrog 1000 po Otonski renesansi . Francosko govoreče mesta, kjer je Liège največje, so se pojavila vzdolž reke Meuse in galo-rimska mesta, kot so Tongeren, Maastricht in Aachen, so postali germanizirani.
Karolinška dinastija je v 8. stoletju odvzela krono Merovingom. Leta 843 je Verdunska pogodba na ozemlju sedanje Valonije dala Srednjefrankovsko kraljestvo, ki se je kmalu razdrobilo, pri čemer je med drugim nastala Lorena (tudi Lotaringija). Po razpadu leta 959 je današnje ozemlje Belgije postalo del spodnje Lorene, ki se je leta 1190 razdrobila v rivalske kneževine in vojvodine. Latinščina, ki se je poučevala v šolah, je v 13. stoletju izgubila svojo hegemonijo in jo je nadomestila stara francoščina.
V 15. stoletju so grofje iz Burgundije prevzeli dežele na območju današnjega Beneluksa. Smrt Karla Drznega leta 1477 je postavila vprašanje dedovanja in Liégani so to izkoristili, da bi ponovno pridobili nekaj svoje avtonomije. Od 16. do 18. stoletja so omenjena ozemlja zaporedoma upravljali habsburška dinastija iz Španije (od začetka 16. stoletja do 1713-14), kasneje Avstrija (do leta 1794). To ozemlje je bilo razširjeno leta 1521-22, ko je Karel V., sveti rimski cesar, pridobil regijo Tournai od Francije.
Današnjo Belgijo je leta 1795 osvojila Francoska republika med francoskimi revolucionarnimi vojnami, ki je kasneje postala Prvo Francosko cesarstvo. Po bitki pri Waterlooju je Valonija postala del kraljevine Nizozemske pod kraljem Viljemom Oranskim. Valonci so aktivno sodelovali v belgijski revoluciji leta 1830. Začasna belgijska vlada je razglasila neodvisnost Belgije in organizirala volitve v nacionalni kongres.

### Belgijsko obdobje
V 19. stoletju se je območje začelo industrializirati, Valonija pa je bila prvo popolnoma industrijsko območje v celinski Evropi. To je regiji prineslo veliko gospodarsko blaginjo, ki se v revnejši Flandriji ni odražala, rezultat pa je bilo množično priseljevanje v Valonijo. Belgija je bila razdeljena na dve različni skupnosti. Po eni strani je za katoliško flandrijsko družbo značilno gospodarstvo, osredotočeno na kmetijstvo, na drugi strani pa je bila Valonija središče evropske industrijske revolucije, kjer so se hitro pojavljala liberalna in socialistična gibanja. Velike in splošne stavke so potekale v Valoniji, med njimi valonski jacquerie iz leta 1886, belgijske splošne stavke 1893, 1902, 1913 (za splošno volilno pravico), 1932 (prikazana v dokumentarnem filmu Misère au Borinage) in leta 1936. Po drugi svetovni vojni so bile glavne stavke splošna stavka proti Leopoldu III. (1950) in zimska splošna stavka leta 1960-1961 za avtonomijo Valonije.
Dobičkonosnost težke industrije, ki je Valoniji prinesla blaginjo, se je začela zmanjševati v prvi polovici 20. stoletja, središče industrijske dejavnosti pa se je proti severu premaknilo v Flandrijo. Izguba blaginje je povzročila socialne nemire, Valonija pa si je prizadevala za večjo avtonomijo, da bi rešila svoje gospodarske probleme. Po zimski splošni stavki 1960-1961 se je začel proces državne reforme v Belgiji. Ta reforma se je začela deloma z jezikovnimi zakoni iz leta 1962-63, ki so opredelila štiri jezikovna področja v ustavi. Toda stavke iz leta 1960, ki so se v Valoniji odvijale bolj kot v Flandriji, niso povezane predvsem s štirimi jezikovnimi območji niti s skupnostmi, ampak z regijami. Leta 1968 je izbruhnil konflikt med skupnostmi. Francoski govorci so bili izseljeni iz kampa Leuven na katoliški univerzi v Leuvenu, med kriki "Walen buiten!" ("Valonci ven!") in so dobili povsem nov kampus na francosko govorečem območju pokrajine. To je privedlo do državne reforme v Belgiji, kar je povzročilo nastanek valonske regije in francoske skupnosti, ki sta obe zelo neodvisni.

### Zgodovina Valonske avtonomije
»Od leta 1831, leta belgijske neodvisnosti, do federalizacije države leta 1970, se je Valonija vse bolj uveljavila kot regija s svojimi pravicami.«  Po več državnih reformah, zlasti državni reformi leta 1993, je Belgija postala zvezna država, sestavljena iz treh skupnosti in treh regij, pri čemer Valonijo zastopa Valonska regija in njeni dve jezikovni skupnosti. Neposredno izvoljeni Valonski parlament je bil ustanovljen junija 1995, ki je nadomestil Conseil régional wallon (Regionalni svet Valonije). Prvi svet je zasedal 15. oktobra 1980 in ga sestavljajo člani belgijske predstavniške zbornice in belgijski senat, izvoljen v Valoniji.

## Geografija
Valonija nima morja. Obsega površino 16.844 km2 ali 55 odstotkov celotne površine Belgije. Dolina Sambre in Meuse iz Liège (70 m) do Charleroi (120 m) sta globoko vrezani v prelom, ki ločuje srednjo Belgijo (višina 100–200 m) in Visoko Belgijo (200–700 m). Ta prelom ustreza delu južne obale poznega London-Brabantskega masiva. Dolina, skupaj z dolinami Haine in Vesdre, je sillon industriel,, zgodovinsko središče belgijske industrije premogovništva in proizvodnje jekla, prav tako pa se imenuje valonska industrijska hrbtenica. Zaradi svojega dolge industrijske zgodovine je več segmentov doline dobilo posebna imena: Borinage, okoli Monsa, le Center, okoli La Louvièra, Pays noir, okoli Charleroija in Basse-Sambre, blizu Namurja.
Severno od doline Sambre in Meuse leži osrednja belgijska planota, za katero je značilno intenzivno kmetijstvo. Valonski del tega platoja je tradicionalno razdeljen na več regij: Valonski Brabant okoli Nivellesa, zahodni Hainaut (francosko Wallonie Picarde, okoli Tournaija) in Hesbaye okoli Waremme. Južno od sillon industriel je zemlja je bolj razgibana in je značilno bolj obsežno kmetovanje. Tradicionalno je razdeljena na območja Entre-Sambre-et-Meuse, Condroz, Fagne-Famenne, Ardennes in deželo Herve, pa tudi belgijsko Loreno okoli Arlona in Virtona. Razdelitev v Condroz, Famenne, Calestienne, Ardene (vključno Thiérache) in belgijsko Loreno (ki vključuje Gaume) bolj odraža fizično geografijo. Večja regija Ardeni, je močno gozdnata planota z jamami in majhnimi soteskami. Je gostiteljica velikega števila belgijskih prosto živečih živali, vendar malo kmetijskih površin. To območje se razteza proti zahodu v Francijo in proti vzhodu do Eifla v Nemčiji preko planote High Fens, na kateri je Signal de Botrange, najvišja točka Belgije z 694 metri.

### Administrativne enote
Administrativno, Valonijo sestavljajo pokrajine Valonski Brabant, Hainaut, Liège, Luksemburg in Namur. Prav tako je razdeljena na 20 upravnih okrožij in 262 občin.

### Mesta
Največja mesta Valonije so: 
- Charleroi (204.146)
- Liège (195.790)
- Namur (110.428)
- Mons (92.529)
- La Louvière (78.414)
- Tournai (69.792)
- Seraing (63.500)
- Verviers (56.596)
- Mouscron (55.687)
- Herstal (38.969)
- Braine-l'Alleud (38.748)
- Châtelet (36.131)

## Znanost in tehnologija
Prispevki k razvoju znanosti in tehnologije so se pojavili že od začetka zgodovine države. Krstilnik Reniera de Huya ni edini primer delavskega strokovnega znanja srednjeveške Valonije. Indikacije za to: besede "houille" (premog) ali "huilleur" (rudar) ali "grisou" (vlaga) so nastale v Valoniji in so valonskega izvora.
Ekonomsko pomemben zelo globoko premogovništvo v prvi industrijski revoluciji je zahtevalo visoko cenjen specializiran študij za rudarskega inženiringa. Toda to je bilo že pred industrijsko revolucijo, na primer z inženirjem kot Rennequin Sualem.
Inženir Zenobe Gramme je izumil Grammov dinamo, prvi generator za proizvodnjo energije v komercialnem obsegu za industrijo. Kemik Ernest Solvay je svoje ime dal Solvayjevem procesu za proizvodnjo sode, pomembne kemikalije za številne industrijske namene. Ernest Solvay je deloval tudi kot velik filantrop in svoje ime je dal Solvayjevemu inštitutu za sociologijo, Bruseljski šoli za ekonomijo in management v Bruslju in mednarodnem institutu za fiziko in kemijo Solvay, ki je zdaj del Université Libre de Bruxelles. Leta 1911 je začel serijo konferenc Solvay Conferences o fiziki in kemiji, ki so globoko vplivale na razvoj kvantne fizike in kemije.
Georgesu Lemaîtreju iz Université Catholique de Louvain se pripisuje predlog teorije prapoka o izvoru vesolja leta 1927.
Tri Nobelove nagrade za fiziologijo ali medicino so bile podeljene Valoncem: Jules Bordet (Université Libre de Bruxelles) leta 1919, Albert Claude (Université Libre de Bruxelles) in Christian De Duve (Université Catholique de Louvain) leta 1974.
Danes ima Bureau Greisch mednarodni ugled kot svetovalec in arhitekt na področju konstrukcij, gradbeništva in stavb, vključno z viaduktom Millau v Franciji.

## Gospodarstvo
Valonija je bogata z železom in premogom, ta sredstva in sorodne industrije pa so v zgodovini igrale pomembno vlogo. V antičnih časih je bila dolina Sambre in Meuse pomembno industrijsko območje rimskega cesarstva. V srednjem veku je Valonija postala središče za obdelavo medenine in brona, pri čemer so Huy, Dinant in Chimay pomembna regionalna središča. V 12. in 13. stoletju so železarski gospodarji Lièga razvili metodo rafiniranja železove rude z uporabo plavžne peči, imenovane Valonska metoda. V tem obdobju je bilo tudi nekaj rudnikov premoga okoli Charleroija in Borinaga, vendar je bil njihov obseg proizvodnje majhen in je bil v glavnem porabljen kot gorivo različnih industrij, kot so pomembna industrija stekla, ki se je v 14. stoletju povzpela v bazenu Charleroi.
V 19. stoletju se je območje začelo industrializirati, večinoma vzdolž tako imenovane sillon industriel. To je bilo prvo popolnoma industrializirano območje v celinski Evropi in Valonija je bila druga industrijska sila na svetu v sorazmerju z njenim prebivalstvom in njenim ozemljem za Združenim kraljestvom. Edini industrijski center v Belgiji zunaj Valonije je bila zgodovinska proizvodnja tkanin v mestu Gent.
Dve svetovni vojni sta zaustavila nenehno širitev, ki jo je Valonija do takrat uživala. Proti koncu petdesetih let se je stanje dramatično spremenilo. Valonske tovarne so bile takrat zastarele, premog je bil izčrpan, stroški za pridobivanje premoga so nenehno naraščali. To je bil konec obdobja, Valonija si je prizadevala za novo opredelitev. Ponovna vzpostavitev gospodarskega razvoja je visoko na politični agendi, vlada pa spodbuja razvoj industrije, zlasti v najsodobnejši tehnologiji in v poslovnih parkih. Gospodarstvo se izboljšuje, vendar Valonija še ni na ravni Flandrije in še vedno trpi zaradi težav.
Sedanja valonska ekonomija je precej raznolika, čeprav nekatera območja (zlasti v okolici Charleroija in Lièga) še vedno trpijo zaradi krize jeklarske industrije, stopnja brezposelnosti pa je do 30 odstotkov. Kljub temu ima Valonija nekaj podjetij, ki so vodilna na svojih specializiranih področjih, vključno izdelava orožja, proizvodnjo stekla, apna in apnenca, ciklotronov in letalskih delov. Južna Valonija, ki meji na Luksemburg, ima koristi od gospodarske blaginje svoje sosede, saj številni Belgijci delajo na drugi strani meje; pogosto jih imenujejo frontaliers. Območje Ardenov južno od reke Meuse je priljubljena turistična destinacija z naravo in športom na prostem, poleg kulturne dediščine s kraji, kot so Bastogne, Dinant, Durbuy in znanimi toplimi izviri Spa.

## Simboli
Prvi pojav francoske besede Wallonie kot sklicevanje na romanski svet v nasprotju z Nemčijo, je iz leta 1842. Dve leti kasneje se je prvič uporabila za romanski del mlade države Belgije. Leta 1886 je pisatelj in valonski militant Albert Mockel prvič uporabil besedo s političnim pomenom kulturne in regionalne afirmacije  v nasprotju z besedo Flanders, ki jo uporablja flandrijsko gibanje. Beseda se je prej pojavila v nemščini in latinščini že v 17. stoletju.
Ob vzponu valonske identitete je Valonsko gibanje izbralo različne simbole, ki predstavljajo Valonijo. Glavni simbol je »drzen petelin« (francosko coq hardi), imenovan tudi "valonski pevec" (francosko coq wallon, valonsko cok walon), ki se pogosto uporablja, zlasti na grbih in zastavah. Petelin je bil izbran za emblem Valonske skupščine 20. aprila 1913 in ga je 3. julija 1913 oblikoval Pierre Paulus. Zastava Valonije ima rdečega petelina na rumenem ozadju.
Sprejeta je bila tudi himna Le Chant des Wallons, ki jo je napisal Theophile Bovy leta 1900 in uglasbil Louis Hillier leta 1901. 21. septembra 1913 so v Valoniji prvič praznovali "nacionalni" praznik, ki je obeležil udeležbo Valoncev v belgijski revoluciji 1830. Letno poteka vsako tretjo nedeljo septembra. Skupščina je izbrala tudi moto za Valonijo, 'Valonija za vedno' (Valonsko Walon todi) in geslo, 'Svoboda' (francoko Liberté). Leta 1998 je valonski parlament uradno določil vse te simbole, razen mota in gesla.

## Jeziki
Francoščina je glavni jezik, ki se govori v Valoniji. Nemško govorijo v nemško govoreči skupnosti Belgije na vzhodu. Belgijska francoščina je precej podobna tisti, ki se govori v Franciji, z rahlimi razlikami v izgovorjavah in nekaterih besednih razlikah, zlasti z uporabo besed septante (70) in nonante (90), v nasprotju s soixante-dix in quatre-vingt-dix v Franciji.
Obstajajo opazni valonski akcenti, tisti iz Lièga in njegovi okolici pa so morda najbolj presenetljivi. Druge valonske regije imajo tudi značilne akcente, pogosto povezane z regionalnim jezikom.
Valonci tradicionalno govori tudi regionalne romanske jezike, vse iz skupine Langues d'oïl. Valonija vključuje skoraj celotno območje, kjer se govori valonščina, območje Picardije, ki ustreza večjemu delu province Hainaut, Gaume (okrožje Virton) z jezikom Lorene in območjem Champenois. Obstajajo tudi regionalni germanski jeziki, kot je luksemburški jezik v Arelerlandu (dežela Arlona). Regionalni jeziki Valonije so pomembnejši kot v Franciji, uradno jih priznava vlada. Vendar z razvojem izobraževanja v francoščini ti dialekti nenehno upadajo. Trenutno si prizadevajo za oživitev valonskih narečij; nekatere šole ponujajo jezikovne tečaje v valonščini, v nekaterih radijskih programih se govori valonsko, vendar ta prizadevanja ostajajo zelo omejena.

## Kultura
Glavna rudarska območja Valonije so od leta 2012 tudi na seznamu Unescove svetovne dediščine.
Štirje kraji tvorijo pas dolg 170 km in širok 3–15 km, ki prečka Belgijo od vzhoda proti zahodu in je sestavljen iz najbolj ohranjenih območij premogovništva 19. in 20. stoletja v državi. Predstavlja primere utopične arhitekture iz zgodnjih obdobij industrijske dobe v Evropi v zelo integriranem, industrijskem in urbanem ansamblu, predvsem v premogovniku in delavskem mestu Grand-Horn, ki ga je v prvi polovici 19. stoletja izdelal Bruno Renard. Bois-du-Luc vključuje številne stavbe, postavljene od leta 1838 do 1909 in je med najstarejšimi v Evropi, ki sega v pozno 17. stoletje. Medtem ko je Valonija imela več sto rudnikov, je večina izgubila infrastrukturo, medtem ko štirje sestavni deli navedenih mest ohranjajo visoko stopnjo celovitosti.

### Mozanska umetnost, slikarstvo, arhitektura
Mozanska umetnost je regionalni slog romanske umetnosti iz doline Meuse v današnji Valoniji in Porenju, z iluminiranim rokopisom, izdelki iz kovin in emajla iz 11., 12. in 13. stoletja. Med njimi je mojstrovina Renier de Huy in morda celotna mozanska umetnost krstilnika v cerkvi sv. Jerneja v Liègu. Romanska arhitektura cerkev valonske dežele se tudi imenuje mozanska, ki jo ponazarja cerkev sv. Gertrude v Nivellesu ter cerkve v krajih Waha, Hastière, Dinant. Okrasna medenina je tudi del mozanske umetnosti in med temi izstopata Hugo d'Oignies in Nikolaj iz Verduna.
Jacques du Broeucq je bil kipar 16. stoletja.
Flamska umetnost ni bila omejena na meje moderne Flandrije in več vodilnih umetnikov je prišlo iz ali delalo na območjih, kjer so govorili langues d'oïl, iz regije sodobne Valonije, npr. Robert Campin, Rogier van der Weyden (Rogier de la Pasture) in Jacques Daret. Joachim Patinir Henri Blès se po navadi imenujejo mozanski slikarji. Lambert Lombard (Liège, 1505 - 1566) je bil renesančni slikar, arhitekt in teoretik za knezoškofijo v Liègeju. Gérard de Lairesse, Bertholet Flemalle so bili tudi pomembni slikarji v Liègu.
Gustave Serrurier-Bovy (Liège, 1858 - Antwerpen, 1910) arhitekt in oblikovalec pohištva, je skupaj s Paulom Hankarjem, Victorjem Horto in Henryjem van de Veldom ustvaril slog Art Nouveau. In tudi v Liègu, predvsem Jean Del Cour, kipar Vinâve d'Isle, Léon Mignon, kipar Li Tore in Louis Jéhotte s kipom Karla Velikega.
George Grard (1901-1984) je bil valonski kipar, znan predvsem po predstavitvah ženske, na način Pierra Renoirja in Aristida Maillola, modeliran v glini ali mavcu in ulit v bron.
V 19. in 20. stoletju so se pojavili mnogi izvirni romantični, ekspresionistični in nadrealistični valonski slikarji, med njimi Félicien Rops, Paul Delvaux, Pierre Paulus, Fernand Verhaegen, Antoine Wiertz, René Magritte, ... Avantgardno gibanje CoBrA se je pojavilo v 50-ih letih dvajsetega stoletja.

### Festivali
Ducasse de Mons (valonska francoščina za Kermesse) ali Doudou je priljubljen festival, ki poteka vsako leto na praznik svete Trojice (57 dni po veliki noči) v mestu Mons. Od novembra 2005 je od Unesca priznan kot ena izmed mojstrovin ustne in nematerialne dediščine človeštva. Vključuje dva pomembna dela: procesijo, spust in vzpon relikvije svete Valtrude ter boj med svetim Jurijem in zmajem. Borba (po procesiji), na osrednjem trgu v Monsu, se začne v nedeljo med 12.30 in 13. uro. Predstavlja boj med dobrim in zlim. Zmaj je maneken, ki ga nosijo beli ljudje (fr: Hommes blancs).
Gilles v Bincheju so najstarejši in glavni udeleženci na Karnevalu Bincheja, ki je od leta 2003 tudi na seznamu Unesco-ove mojstrovine ustne in nematerialne dediščine človeštva, kot tudi procesija velikanov v Athu.

### Kuhinja
Valonija je znana po številnih različnih živilih in pijačah, od katerih je veliko posebnosti po nekaterih mestih ali regijah. V Michelinovem vodniku iz leta 1957 je bilo opozorjeno, da je »regionalna hrana postavila herojski odpor, valonske in flandrijske pokrajine pa so ponosne na svoje specialitete.«  Vaflji iz Lièga so bogat, gost, sladek in žvečljiv vafelj, in so najbolj priljubljena vrsta vaflja v Belgiji. Mogoče jih je najti v trgovinah in celo avtomatih po vsej državi. Cougnou ali Jezusov kruh je sladek kruh, ki ga običajno jedo okoli božiča in ga najdemo po vsej regiji.
Druge specialitete so sir Herve, jabolčno maslo z imenom sirop de Liège, vrtne jagode iz  Wépiona. Pomembna je tudi specialiteta iz Dinanta Flamiche: ta sirova torta ni na voljo v izložbah, saj naj bi se jedla naravnost iz pečice. Kot je rekel eden gostinec v knjigi o valonski gastronomiji »je stranka, ki čaka na flamiche, ker flamiche ne čaka na stranko«. Obstaja tudi ardenski pršut, tarte al djote iz Nivellesa, sladica iz sladkorne pese in sira, medtem ko je tarte au riz je z riževim pudingom polnjena pita iz Verviersa.
V smislu pijač Valonija odraža celotno Belgijo, saj sta pivo in vino zelo priljubljena. Valonija se ponaša s tremi od sedmih piv Trapist (iz Chimaya, Orvala in Rocheforta), poleg številnih drugih lokalnih piv je tudi dom zadnje trdnjave tradicionalnih rustikalnih saisons, zlasti tistih, proizvedenih v Brasserie de Silly in Brasserie Dupont (iz Tourpesa, v regiji Zahodni Hainaut, zgodovinsko znan po svoji proizvodnji rustikalnih kmečkih alejev). Jupiler, najbolj prodajano pivo v Belgiji, je izdelano v mestu Jupille-sur-Meuse v Liègu. Valonija je tudi dom likerja Jenever, imenovanega Peket in majskega vina z imenom Maitrank.

## Drugo branje
- Johannes Kramer (1984). Zweisprachigkeit in den Benelux-ländern (in German). Buske Verlag. ISBN 3-87118-597-3.